# かがみあきら
かがみ あきら（1957年〈昭和32年〉10月22日 - 1984年〈昭和59年〉8月8日）は、日本の漫画家。男性。本名：鏡味 晃。かがみ♬あきらという表記も存在していたが、一般的には「かがみあきら」と表記する。他にあぽおよび山田栄子というペンネームも使用していた。

## 概要
1980年代前半に精力的に活動しコアな人気を得ていた漫画家であるが、若くして亡くなったこともあり、プロとしての実働期間はわずか2年半足らずだった。
本名をかな表記した「かがみあきら」でSF系作品を発表する一方、“弟”というふれこみで別人を装って「あぽ」の筆名を併用しつつ、『漫画ブリッコ』等の雑誌でも活躍、当時の「美少女・ロリコン漫画」ブームの中で異彩を放つ作品を執筆していた。ただし、どちらの名義でも、現在で言う成人向け漫画に相当する作品は発表していない。

## 経歴
1957年、愛知県名古屋市に生まれる。1975年、市立名古屋商業高校を卒業。同年、獨協大学法学部に入学し、埼玉県草加市に転居する。1979年1月、作品を『ぶ〜け』（集英社）に投稿。
1981年2月、石森プロ入社。これが契機となって、メカニック・デザイナーの出渕裕を始め、アニメや漫画業界の関係者との交流が生まれるようになる。1982年、『カリオストロの城大事典』（ラポート）に掲載された「クラリスメモリー未来編」で商業デビュー。なお、実質上の商業デビューはその前の『アニメディア1982年7月号』（翌年2月号まで連載）の「鏡味 晃のファンジックコラム」。同年12月、漫画連載の決定に伴って石森プロを退社。プロデビューは石ノ森章太郎からの推薦がきっかけである。
1983年、雑誌『コペル21』にて、初の連載作品「ワンダートレック」を連載開始。それと前後して、各誌に漫画やイラスト等を発表。1984年2月、『鏡の国のリトル』を刊行。同年8月、白夜書房より単行本『ワインカラー物語』（あぽ名義 ISBN 4-938256-61-4）発行。これが生前に発行された最後の単行本となる。7月頃より体調を崩し、8月9日午後、マンションの自室で亡くなっているのが発見される。享年26。戒名、鏡誉晃彩紫雲居士。
最期については『漫画ブリッコ』1984年10月号掲載の編集長大塚英志による追悼コメントによれば、1984年8月9日午後、高田馬場のマンションの自室に関係者がドアのカギを壊して入ったところ、既に亡くなっており、死後2日ほど経過していたとされる。現在でいうところの孤独死であるが、詳細な死因については公表されていない。やって来る仕事をほとんど断らなかったことが仇となっての過労死とも、眠気覚ましのためにシャワーを浴びたが、身体を拭かずに冷房をかけたままの部屋で居眠りしてしまったことが原因での凍死とも言われるが、いずれにしてもオーバーワークの状態で体調を崩していたとされる。あぽ名義の日記漫画『月刊あぽすとろふぃ』最終回においても、「仕事が無いと不安なのでつい入れてしまう」と記している。なお、6月30日の時点で体調不良を友人で作家の佐野邦彦に伝えていた。

## 没後
- 1985年、ラポートより『さよならカーマイン』発行（雑誌69159-51）。表題作の他、最初期作品の「故郷を求めて」や「クラリスメモリー未来編」[注釈 1]、未完となった連載『はいぱぁ あくてぃぶ』などが収録された。
- 1985年から1986年にかけて、同人誌として遺作集『かがみあきらコレクション』『かがみあきらコレクション2』が発行されている（編集・発行は青柳 誠）。
- 1994年、没後10年を記念して、うたたねひろゆきらによる追悼本『かがみのくに』が頒布された。
- 2004年12月、角川書店より『ワインカラー物語―かがみあきら選集』(ISBN 978-4048538213)刊行。
- 2004年から2005年、コミック新現実 Vol.1,2,3,5 にて、かがみあきらの特集が行われた。

## 人物
漫画家として一本立ちする前には石森プロに籍を置いたことがあり、出渕裕、ゆうきまさみ、美樹本晴彦などとも親交があった。河森正治とも交流があり、『超時空要塞マクロス 愛・おぼえていますか』のメカデザインにも協力し「プロトカルチャーの食器」等の小道具デザインを手がけた。また、『さよならカーマイン』に掲載された解説によれば、日本サンライズのアニメ作品の企画にも携わっており、『レディキッド&ベビィボウイ』掲載のインタビュー記事では富野由悠季が、かがみを評価していた旨の発言を行っている。ただし、具体的にどの程度関わったのかはいまだ明かされていない。かがみの個人誌『NOCTURNE』によると、サンライズと接触する以前より、出渕からの個人的発注を受けて『戦闘メカ ザブングル』のホッグのデザインに協力していた様である。また、かがみの最後のアシスタントだった大屋正宏は、『重戦機エルガイム』第一話のザコメカをかがみがデザインしたと発言している。ただし、他の証言が全く見られないため憶測の域を出ない。この他に『銀河漂流バイファム』に登場する「デュラッヘ」の頭部と同じ画稿も残されているが、こちらも実際にサンライズに提出された物なのかは不明である。
ビデオやオーディオ機器に強い興味を抱いていた。洋楽、特にロックなどに造詣が深く、Yesのファンでもあった。そのため、後期の作品群にはキャラクターの衣服や背景の一部などに「Yes Lonely heart」の書き込みがなされていた。『はいぱぁ あくてぃぶ』第2回の扉絵は『究極』のジャケットが元になっている。他、『レディキッド&ベビィボウイ』の主人公・ボウイの自称がデヴィッドだったりと（つまり併せて「デヴィッド・ボウイ」）、洋楽ネタが散見している。夭逝を報じた『漫画ブリッコ』1984年10月号に掲載されたエッセイ漫画『月刊あぽすとろふぃ』でも、多忙の中でハワード・ジョーンズのコンサートを観覧したことが描かれている。
また当時、ゆうきや出渕裕らと同様に原田知世のファンでもあった。
人気を博していたとはいえ、美少女・ロリコン漫画としては特異な作風であったため、成人向け漫画で影響を受けた漫画家はそれほど多くない。逆に少女漫画ではデビュー当時のわかつきめぐみが私淑しており、『トライアングル・プレイス』などの初期作品で絵柄やストーリーに強い影響が見られる。

## 作品リスト
2011年現在、かがみあきら（あぽ名義も含む）の単行本は、角川書店刊「ワインカラー物語―かがみあきら選集」（ISBN 978-4048538213）を除き、絶版・入手困難となっている。以下は主な作品の参考リスト。

### 単行本
| 発行日         | 発行元     | 題名                                              |
| -------------- | ---------- | ------------------------------------------------- |
| 1984年2月15日  | 徳間書店   | 鏡の国のリトル                                    |
| 1984年4月1日   | 白夜書房   | 美少女同人誌スーパーアンソロジー（オムニバス）    |
| 1984年8月1日   | 白夜書房   | ワインカラー物語（あぽ名義）                      |
| 1984年12月31日 | 笠倉出版社 | レディキッド&ベビィボウイ・かがみあきら複製原画集 |
| 1985年1月10日  | 徳間書店   | サマースキャンダル                                |
| 1985年4月15日  | 笠倉出版社 | レディキッド&ベビィボウイ                         |
| 1985年7月1日   | ラポート   | さよならカーマイン                                |
| 1986年6月1日   | ラポート   | ワンダートレック                                  |
| 2004年12月     | 角川書店   | ワインカラー物語―かがみあきら選集                 |

### 個別作品
| 発表時期        | 掲載誌                                       | 題名                           | 特記事項 |
| --------------- | -------------------------------------------- | ------------------------------ | --- |
| -               | -                                            | 故郷を求めて                   | 『ぶ〜け』投稿作品。生前は未発表だった。 |
| -               | -                                            | ESの時代                       | 山田栄子名義。同人作品として発表されたが、後に1984年発行の単行本「ワインカラー物語」に収録された。続編のデッサン・ノートやキャラクタ設定集等も同時収録されている。                     |
| 1982年          | ラポート・デラックス5 カリオストロの城大辞典 | クラリスメモリー未来編         | デビュー作品。 |
| 1983年          | コペル21                                     | ワンダートレック               | 初連載作品。 |
| 1983年          | 漫画ブリッコ                                 | ワインカラー物語               | あぽ名義。 |
| 1984年          | クリーム2                                    | IT CAN HAPPEN "パネルに、理奈" | 発行、シャピオ。発売、みき書房のファンタジー・ベスト・セレクション集。ファンタジーと銘打ってあるが内容はSF。 題名の振り仮名は「イット・キャン・ハプン」。                              |
| 1984年7月 - 9月 | アニメック                                   | はいぱぁ あくてぃぶ            | 9月号で未完のまま終了。 連載第2回は「HIPER ACTIVE」、第3回は「ハイパーアクティヴ」と表記している。                                                                                     |
| 1984年          | コバルト文庫                                 | 薔薇の冠 銀の庭                | 久美沙織のライトノベル。表紙イラスト&挿絵を担当。 |
| 1984年          | マクロスガイドブック                         | ときめき アクシデント          | 小学館コロタン文庫(No100)に掲載。本来は題名の「ときめき」と「アクシデント」の間にハートマークが入る。 ラポートの「ワンダートレック」再録時では「ときめきのアクシデント」と改題された。 |
| 1984年          | 漫画ブリッコ                                 | 月刊あぽすとろふぃ             | あぽ名義。日記漫画あるいはエッセイ漫画。 10月号に結果的に最終回となった作品が掲載され、同号にて作者の死亡が報告された。                                                                |

## その他
- 特撮雑誌『宇宙船』1983年秋号（Vol.16）にて特撮についてのイラストコラムを描いた。特に『時をかける少女』の原田知世と『Xボンバー』のラミアを推していた。
- 島本和彦の自伝的作品『アオイホノオ』の156話（単行本27巻に収録）にかがみの話題が出てくる（本人の姿は出ない）。1983年7月頃の話で、かがみも島本も高田馬場に住んでいた。

## 師匠
- 石ノ森章太郎

## アシスタント
- 増田晴彦
- 田中雅人